# Operacja Bardas 20
Operacja Bardas 20 (hebr. 20 מבצע בַּרְדָּס, Miwca Bardas 20) – izraelska operacja wojskowa przeprowadzona w dniach 14–15 stycznia 1971 roku na terytorium Libanu w celu ataku na bazy szkoleniowe Fatahu w pobliżu wsi Sarafand i na wybrzeżu na północ od wsi. Operacja miała stanowić odwet za lądowanie bojowników palestyńskich na izraelskim wybrzeżu.    
Atak na oba cele zakończył się sukcesem. Izraelczycy zniszczyli składy broni oraz wysadzili umocnienia i budynki w obu miejscach. Po stronie izraelskiej odnotowano tylko rannych, po palestyńskiej rannych i zabitych.     

## Tło operacji
Po wydarzeniach z tzw. czarnego września w Jordanii w 1970 roku członkowie organizacji palestyńskich przenieśli się do Libanu. Z jego terytorium zaczęli przeprowadzać ataki na lądzie i z morza na Izrael.
W nocy z 1 na 2 stycznia 1791 roku do wybrzeży Achziw przypłynęła łódź z pięcioma/sześcioma bojownikami Fatahu. Zostali wykryci przez mieszkającego w pobliżu Eliego Awiwiego, którego zaalarmowało szczekanie psa w nocy. Po przybyciu na miejsce służb bezpieczeństwa okazało się, że Palestyńczycy posiadali na łodzi ładunki wybuchowe i stroje płetwonurków. Podczas przesłuchania wyjawili, że w okolicy libańskiej wsi Sarafand (12 km na południe od Sydonu) znajduje się obóz szkoleniowy, w którym znajdują się bojownicy szkolący się w przeprowadzaniu ataków z morza. W okolicy miał też mieszkać Mohamed Jusuf an-Nadżir (Abu Jusuf) - przywódca Czarnego Września.
Sztab Generalny Sił Obronnych Izraela zadecydował, że atak zostanie przeprowadzony na dwa cele jednocześnie. Jednym z nich był obóz szkoleniowy oddalony o 400 m na południe od wsi Sarafand, 43 km od granicy z Izraelem w Rosz ha-Nikra, 13 km na południe od Sydonu. Drugim były trzy domy na wybrzeżu zlokalizowanym na północ od wsi. Jak ustalono podczas przesłuchań, domy wchodziły w skład bazy morskiej.

## Przygotowania i przebieg

### Siły wyznaczone do operacji
Ustalono, że nadmorska baza Fatahu zostanie zaatakowana przez żołnierzy z Szajjetet 13 dowodzonych przez kpt. Amiszawa Chaninę i płetwonurków pod komendą ppłk. Sza’ula Seli z Jednostki 707. Siły te miały być przetransportowane na wybrzeże przez siły morskie. Z kolei spadochroniarze z jednostki zwiadu Sajjeret Canchanim, dowodzeni przez płk. Chajjima Nadela, mieli zostać przetransportowani śmigłowcami w okolice wsi, gdzie znajdowała się baza szkoleniowa Fatahu.
Dowódcą głównym sił morskich był płk. Hadar Kimchi. W ich skład wchodziły cztery korwety rakietowe typu Sa’ar 2: „Hajfa”, „Misgaw”, „Miwtach” i „Miznak” oraz dwie korwety rakietowe typu Sa’ar 3: „Chanit” i „Chec”. Ppłk Szabatj Lewi dowodził zgrupowaniem okrętów „Chec”, „Hajfa”, „Misgaw” i „Miznak”. Ppłk Mosze Tabak dowodził okrętem „Miwtach”. „Chanit” pełnił również funkcję wysuniętego dowództwa operacji.

### Atak na obóz szkoleniowy
Spadochroniarze zostali przetransportowani na terytorium Libanu co najmniej pięcioma śmigłowcami francuskiej produkcji. Żołnierze zostali podzieleni na trzy grupy uderzeniowe. Przemarsz do obozu szkoleniowego odbywał się powoli ze względu na ciężkie warunki pogodowe, intensywne opady deszczu i błoto utrudniające przemieszczanie się. Pomimo opadów główna grupa uderzeniowa izraelskich żołnierzy została wykryta przez dwóch strażników, którzy pełnili wartę przed obozem. Doszło do wymiany ognia, w której obaj Palestyńczycy zginęli. Po dotarciu do obozu początkowo stwierdzono, że jest pusty. Na miejscu znajdowały się namioty oraz ziemianki. Ich oględziny pozwoliły na stwierdzenie, że wymiana ognia zaalarmowała bojowników, którzy zdążyli uciec z obozu. Podczas dalszego przeszukiwania Izraelczycy znaleźli bunkry. Z jednego z nich zostali ostrzelani przez pozostałego w obozie bojownika. Po krótkiej wymianie ognia Palestyńczyk został zabity, a spadochroniarze przystąpili do niszczenia obozu.  
W tym samym czasie dwie pozostałe grupy rozpoczęły atak na cele znajdujące się koło obozu szkoleniowego. W obu przypadkach doszło do wymiany ognia. Po ustaniu walk spadochroniarze przeszukali obie lokalizacje i przystąpili do wysadzania znalezionych tam składów amunicji, broni oraz ziemianek. Następnie wycofali się do punktu zbiórki i zostali przetransportowani śmigłowcami do Izraela.    
W trakcie strać, z rejonu obozu szkoleniowego odjechały cztery samochody osobowe. Jeden z nich został ostrzelany, ale nie wiadomo z jakim rezultatem.    

### Atak na bazę morską
Baza morska Fatahu znajdowała się na drodze wiodącej od granicy z Izraelem do Bejrutu, wzdłuż wybrzeża. Dodatkowo 30 m od morza wybudowano mury chroniące winorośle rosnące na wschód od drogi. Jako pierwsi na brzegu znaleźli się nurkowie Jednostki 707. Ich zadaniem było zbadanie wybrzeża i zabezpieczenie go na przybycie komandosów z Szajjetet 13. U wybrzeża zacumowana była barka, na której przygotowane było stanowisko wyrzutni pocisków rakietowych. Siły izraelskie nie zostały wykryte przez bojowników. Komandosi zidentyfikowali dwa domy (jeden dwukondygnacyjny, drugi tzw. dom amerykański), które stanowiły cel sił uderzeniowych. Atak na budynki udało się przeprowadzić z zaskoczenia w tym samym czasie, co rozpoczęto atak na obóz szkoleniowy. Z czasem jednak opór ze strony Palestyńczyków zaczął przybierać na sile, ale po pewnym czasie został złamany. W trakcie ataku na bazę morską pięciu lub sześciu Izraelczyków zostało rannych. Po ustaniu ognia i upewnieniu się, że w okolicy nie ma innych bojowników, oba budynki wysadzono.
W trakcie przeszukiwania bazy morskiej okazało się, że w jednym z domów na wybrzeżu miał mieszkać Abu Jusuf. Jednak w środku poza kobietami i dziećmi komandosi nikogo innego nie zastali. Warunki panujące na miejscu oraz charakter misji sprawiły, że nie zatrzymano cywilów. 

### Rezultat operacji
15 stycznia prezydent Libanu Sulajman Farandżijja zwołał nagłe posiedzenie rządu w sprawie izraelskiego ataku. Gazeta „Ma’ariw” podała, że według jej libańskich informatorów, szef sztabu libańskiej armii na bieżąco raportował i informował władze o tym, co się dzieje. Libańska policja i wojsko przybyły na miejsca operacji po wycofaniu się Izraelczyków. Podczas ataku nie doszło do starcia pomiędzy siłami izraelskimi i libańskimi. 
Minister spraw zagranicznych Libanu złożył skargę do Rady Bezpieczeństwa ONZ w związku z izraelską operacją. Stany Zjednoczone powstrzymały się od natychmiastowej reakcji. Wezwały obie strony do dialogu i wspólnych wysiłków na rzecz rozwiązania sporów, oferując jednocześnie swoją pomoc.
Izraelskie źródła podają, że po stronie izraelskiej było pięciu lub sześciu rannych. Z kolei po palestyńskiej stronie mówiono o ośmiu lub co najmniej 10 zabitych.